# Jüdisches Esther-Rachel-und-Ida-Kamiński-Theater in Warschau

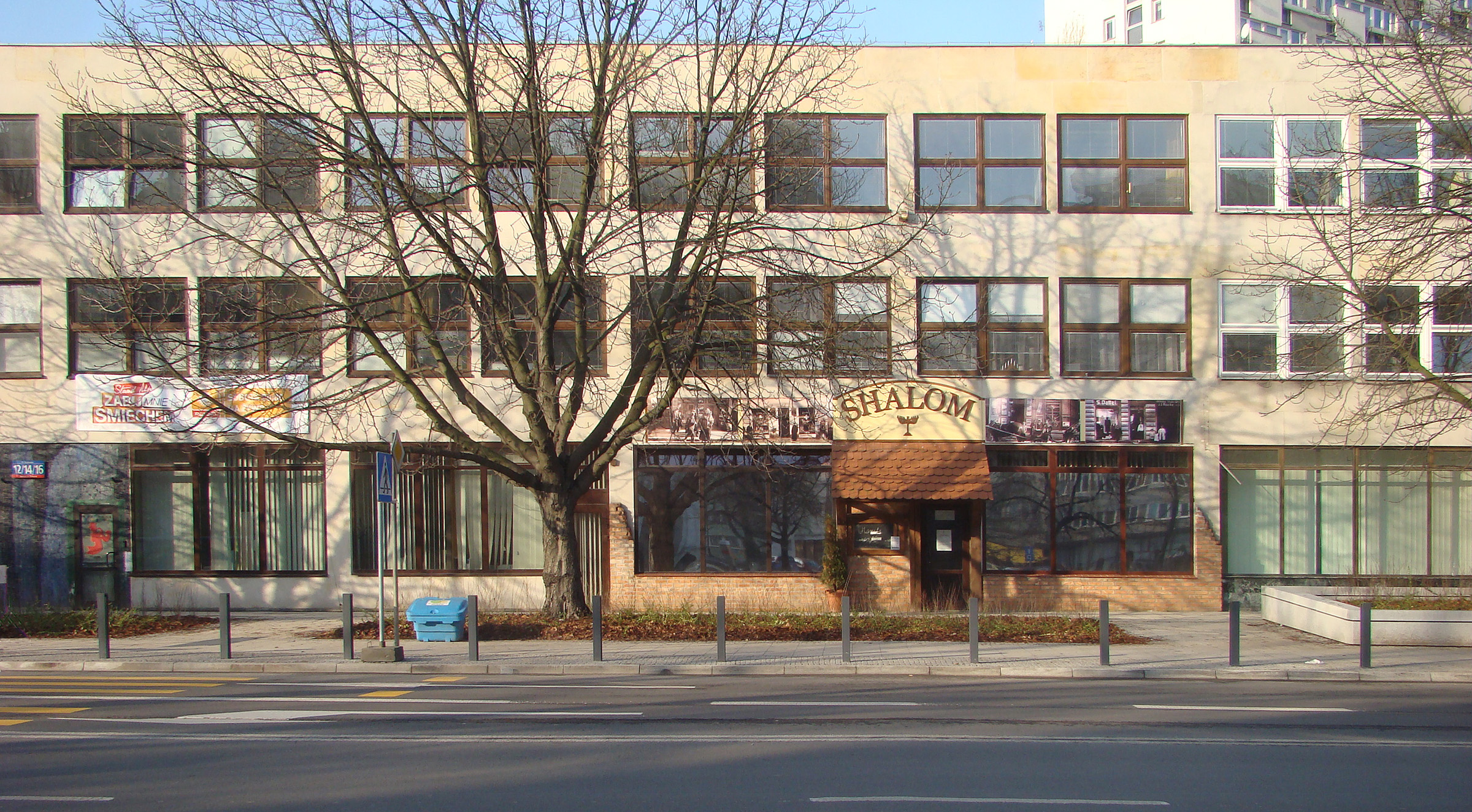
Das Jüdische Theater Warschau

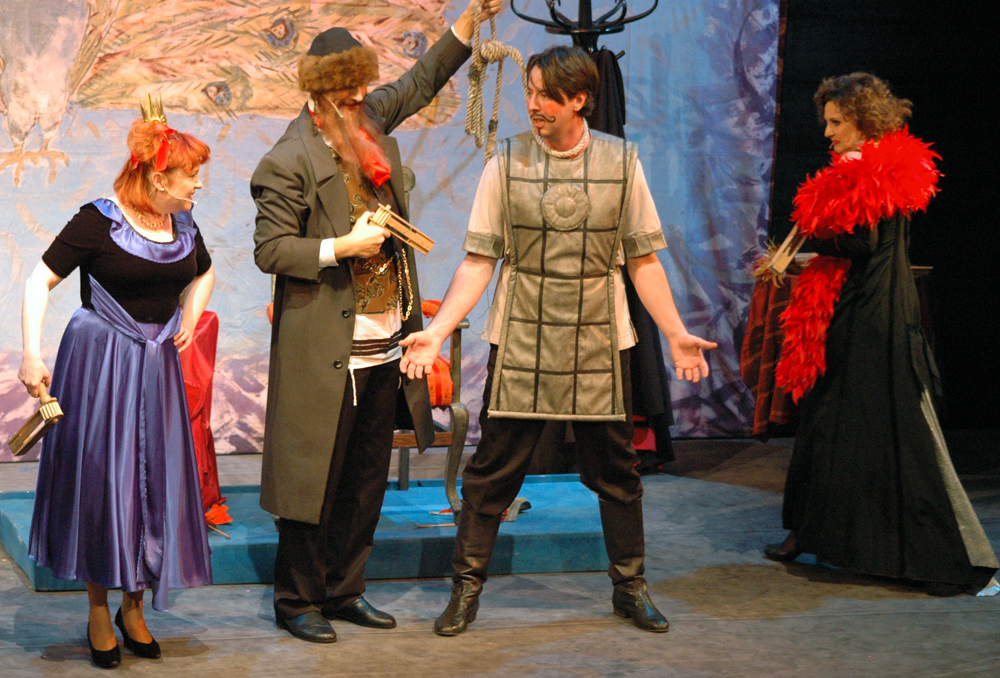
Das Purim-Spiel, 2009

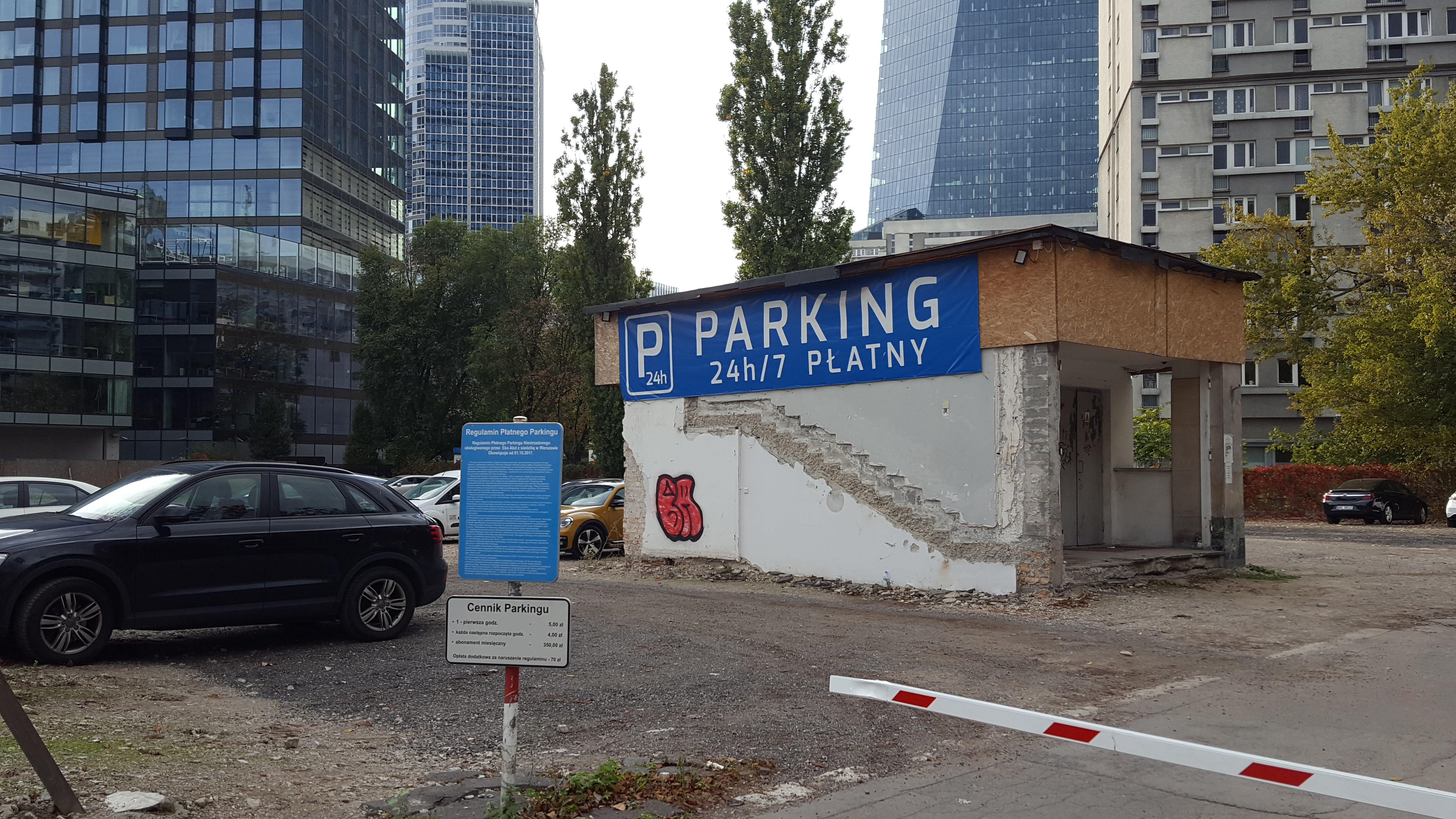
Derzeitige Verwendung des Abbruchgundstückes (2019)

Das Jüdische Esther-Rachel-und-Ida-Kamiński-Theater in Warschau (polnisch Teatr Żydowski im. Estery Racheli i Idy Kamińskich w Warszawie) ist eine Bühne, die Theaterstücke in jiddischer Sprache aufführt.

## Geschichte
Das Theater entstand um 1950 aus einer Vereinigung zweier damals tätigen jüdischen Theatern in Breslau und Łódź, wurde verstaatlicht und ist seit 1955 in Warschau tätig. Das Theater trägt die Namen der jüdischen Schauspielerinnen aus der Kamiński-Schauspielerfamilie: Esther Rachel Kamińska (1870–1925) und deren Tochter Ida Kamińska (1899–1980). Ida Kamińska leitete das Theater bis zu den März-Unruhen 1968 in Polen, verließ dann Polen und lebte abwechselnd in den USA und Israel. Die Leitung des Theaters führte 1968 bis 1969 Juliusz Berger (1928–1999), 1970 bis 2013 Szymon Szurmiej (1923–2014), seit 2014 Szurmiejs Witwe Golda Tencer (* 1949). Zu den Schauspielern des Theaters gehörten u. a. Hans-Joachim Recknitz und Abraham Morewski.
Die Vorstellungen in jiddischer Sprache werden simultan auf Polnisch übersetzt und sind in Ohrhörern hörbar.
Zum Spielplan des Theaters gehören u. a. Stücke von Abraham Goldfaden, Mendele Moicher Sforim, Scholem Alejchem, Jizchok Leib Perez und Jakob Gordin.

## Theatergebäude
Das Theatergebäude am Grzybowski-Platz wurde 1966–1967 nach dem Entwurf vom Architekten Władysław Jotkiewicz nach einer Konzeption von Professor Bohdan Pniewski errichtet. 
Obwohl vom Polnischen Architektenverband zum Baudenkmal erklärt, wurde das Gebäude im Jahr 2017 abgebrochen, um einem modernen Hochhaus mit Theaterräumen im Erdgeschoss zu weichen. Derzeit wird das Gelände als Parkplatz genutzt.